# Stylogyne schomburgkiana
Stylogyne schomburgkiana là một loài thực vật có hoa trong họ Anh thảo. Loài này được (Miq.) Mez miêu tả khoa học đầu tiên năm 1902.